# Dorsa Stille
Die Dorsa Stille sind eine Gruppe von Dorsa (Höhenrücken) auf dem Erdmond bei 27° N / 19° W. Sie messen ungefähr 80 km und wurden 1976 nach dem deutschen Geowissenschaftler Hans Stille benannt.